# Louis Krieber-Gagnon
Louis Krieber-Gagnon (10 de abril de 1996) es un deportista canadiense que compite en judo. Ganó una medalla de plata en el Campeonato Panamericano de Judo de 2023, en la categoría de –90 kg.

## Palmarés internacional
| Campeonato Panamericano | Campeonato Panamericano | Campeonato Panamericano | Campeonato Panamericano |
| Año                     | Lugar                   | Medalla                 | Categoría               |
| ----------------------- | ----------------------- | ----------------------- | ----------------------- |
| 2023                    | Calgary (Canadá)        | Medalla de plata        | –90 kg                  |